# Отношения между Русия и Франция
Отношенията между Франция и Русия в сферата на безопасността и отбраната са цял комплекс от разнообразни аспекти и проблеми на отношенията между Френската република и Руската федерация, засягащи въпросите на отбраната и сигурността, вписващи се в двустранните отношения между 2-те страни като цяло. На тези взаимоотношения влияе позицията на държавите членки на Европейския съюз и световната политика като едно цяло.
| Руското царство |
| --- |
| 1702 г. – създадена е постоянна дипломатическа мисия в Париж                                                                                       |
| 5 август 1717 г. – установени са дипломатически отношения с Руската империя                                                                        |
| 1733 г. – дипломатическите отношения са прекъснати                                                                                                 |
| 1738 г. – дипломатическите отношения са възстановени                                                                                               |
| 1748 г. – дипломатическите отношения са прекъснати                                                                                                 |
| 1755 г. – дипломатическите отношения са възстановени                                                                                               |
| 1792 г. – дипломатическите отношения са прекъснати от Русия                                                                                        |
| 1799 – 1800 г. – двете държави са противници по време на Войната на втората коалиция                                                               |
| 1800 г. – дипломатическите отношения са възстановени                                                                                               |
| 1801 – 1802 г. – Русия и Франция са съюзници по време на Войната на втората коалиция                                                               |
| 28 август 1804 г. – дипломатическите отношения са прекъснати от Русия                                                                              |
| 26 юни 1807 г. – подписан е Тилзитският мирен договор. Дипломатическите отношения са възстановени                                                  |
| 14 октомври 1808 г. – подписан е съюзническият договор в Ерфурт                                                                                    |
| 4 – 16 януари 1801 г. – сключено е съглашение между Русия и Франция, насочено към урегулиране на Полския въпрос (Петербургската конвенция 1810 г.) |
| 1812 г. – дипломатическите отношения са прекъснати след нападението на Русия от Франция                                                            |
| 18 май 1814 г. – подписан е Парижкият мирен договор. Дипломатическите отношения са възстановени                                                    |
| 24 януари 1854 г. – дипломатическите отношения са прекъснати от Русия                                                                              |
| 18 март 1856 г. – подписан е Парижкият мирен договор. Дипломатическите отношения са възстановени                                                   |
| 21 август 1891 г. – подписано е съглашение за консултация и договорености на страните (Франко-руски съюз)                                          |
| 1893 г. – сключен е отбранителен съюз на Русия с Франция                                                                                           |
| 1904 г. – съюзници в рамките на Антантата |
| 26 октомври 1917 г. – дипломатическите отношения са прекъснати след Октомврийската революция                                                       |
| 28 октомври 1924 г. – установяване на дипломатическите отношения на равнище посолство                                                              |
| 29 ноември 1032 г. – създадено е пълномощно представителство на СССР към Френския комитет за национално освобождение                               |
| 23 октомври 1944 г. – дипломатическите отношения са възстановени. (посланици на Русия, посланици на Франция)                                       |
| 28 август 1804 г. – дипломатическите отношения са прекъснати от Русия                                                                              |

## История на отношенията
Руско-френските отношения имат многовековна история. Още в средата на ХI век Анна – дъщерята на Ярослав Мъдри, става кралица на Франция, като се омъжва за Хенри I. След смъртта му става регент на неговия син – бъдещия крал на Франция Филип I. Фактически тя управлява държавата.
Първото посолство на Русия във Франция е създадено през 1717 г. след указ на Петър I. Това е послужва като отправна точка за установяване на дипломатически отношения между 2-те страни.
Отношенията между Русия и Франция в първата половина на ХІХ век не могат да се характеризират като стабилни. Редуват се периоди на противопоставяне – в годините на Наполеоновите войни и Отечествената война от 1812 г., сближаване – след краха на наполеоновската империя, в годините на Реставрацията. След това следва поредното охлаждане на двустранните отношения след Юлската революция 1830 г., която води до смяна на режима във Франция и възцаряването на Луи Филип Орлеански, когото Николай I до края на живота си счита за „узурпатор“ на престола, който е „похитил „короната от малолетния херцог Бордоски, внук на сваления крал Карл Х. През цялото време обаче французите следят случващите се събития в далечна Русия, но тяхната представа за тези събития е много повърхностна и размита. Неточни, а понякога изцяло измислени, са сведенията и информацията, която се появява във френската преса. Различни сведения за очакващи се оставки на високопоставени държавни деятели на Русия, информация за заговори и бунтове в армията, както и много други.
Кулминационната точка в сътрудничеството между Франция и Русия е създаването в края на ХІХ век на военно-политически алианс. Символ на дружеските отношения е мостът на Александър ІІІ, построен в Париж. Този мост е известен като най-красивия от всички мостове на река Сена.
Историята на отношенията на СССР и Франция започва на 28 октомври 1924 г. В деня на официалното установяване на дипломатическите отношения между СССР и Франция – 28 октомври 1924 г., Едуард Ерио, от името на Министерския съвет на Франция, изпраща на председателя на ЦИК М. И. Калинин телеграма, в която се казва, че френското правителство е готово да „установи вече нормални дипломатически отношения с Правителството на Съюза. Посредством размяна на посланици френското правителство отбелязва, че „отсега нататък ненамесата във вътрешните работи ще стане правило, регулиращо взаимоотношенията между нашите 2 страни“. В телеграмата пише, че Франция признава де юре правителството на СССР и го характеризира като „правителство на територията на бившата Руска империя“, където неговата власт е призната от населението, като „наследник на тези територии от предишните руски правителства“. Ерио предлага да се изпрати в Париж съветска делегация за водене на преговори по общи и специални икономически въпроси. В същия ден телеграмата се обсъжда на заседание на ЦИК на СССР. Със съобщение по този въпрос излиза Г. В. Чичерин, който подчертава голямото значение на възстановяването на отношенията между СССР и Франция. Той заявява, че СССР горещо приветства този акт. В ответната телеграма на ЦИК на СССР към Ерио се казва: ЦИК на СССР „отдава сериозно внимание на отстраняването на всички недоразумения между СССР и Франция и на сключването между тях на общо съглашение, което може да се превърне в твърда основа за дружески отношения, ръководейки се при това от постоянния стремеж на СССР към действителното осигуряване на всеобщ мир в интерес на трудещите се от всички страни, към дружба с всички народи.“ На 30 октомври 1924 г. за Чичерин е получена телеграма от Ерио, в която той изразява радостта си, че се установяват отношения, които ще служат за укрепването на мира в Европа и в целия свят. В нея се казва, че „няма народи, които да са толкова предразположени към взаимно разбирателство, колкото френския народ, преизпълнен с чувство за справедливост и братство, и великия руски народ, чиито достойни качества аз сам лично имах възможността да оценя.“ На 14 ноември 1924 г. Президиумът на ЦИК на СССР назначава упълномощен дипломатически представител на Съветската държава във Франция. Л. Б. Красин е назначен на длъжността народен комисар по външната търговия. Първият френски посланик в Москва, след възстановяването на дипломатическите отношения между Франция и СССР става Жан Ербет.
През 1966 г. отношенията между СССР и Франция рязко се променят – след излизането на Франция от НАТО и визитата на президента Шарл де Гол в Москва.

## Съвременно състояние
На 7 февруари 1992 г. Франция признава Руската федерация като страна правоприемница на СССР. Главният документ, укрепващ отношенията между тях, е Договорът от 7 февруари 1992 г. Той потвърждава стремежа на 2-те страни да развиват ”нови отношения на съгласие, основани на доверието, солидарността и сътрудничеството“. Оттогава правната база на руско-френските отношения значително се е разширила – сключени са повече от 20 договора в различните сфери на сътрудничество.
Отношенията между Руската федерация и Франция активно се развиват в много области. Те се изразяват във взаимни визити на висши лица от 2-те държави. Трябва да се отбележи, че сътрудничеството в сферата на отбраната е приоритетно. То се регулира от следните документи:
- Съглашение за сътрудничество в областта на безопасността (4 февруари 1994 г.);
- Декларация за създаването на френско-руска комисия на премиер-министрите (15 февруари 1996 г.);
- Френско-руско-германско съглашение относно използването за мирни цели на оръжейния плутоний (2 юни 1998 г.);
- Съглашение за създаване на руско-френски съвет за сътрудничество по въпросите на безопасността (8 юни 2002 г.);
- Договор относно защитата на правата на интелектуалната собственост в рамките на военното и техническото сътрудничество (14 февруари 2006 г.);
- Междуправителствен договор за сътрудничество в сферата на унищожаване на химическото въоръжаване (14 февруари 2006 г.);

### Общ контекст на отношенията
Още по времето на съществуването на СССР Франция, в съответствие с голистките постановки, заема особено място в западния свят. Тя се опитва да преодолее противоречията между НАТО и Организацията на Варшавския договор, изграждайки сътрудничество с Москва в различни сфери.
През 1990 г. динамиката на двустранните отношения е положителна. Основава се на личните отношения на Борис Елцин с президентите на Франция – Франсоа Митеран (1981 – 1995) и Жак Ширак (1995 – 2007).
В края на 1990 г. се забелязва рязко влошаване на отношенията. То е обусловено от 2 главни проблема – критиката на Париж на контратерористичната операция в Чечения и проблема с руските дългове към Франция. През 2000 г. отношенията приемат по-конструктивен характер. Позициите на Франция и Русия особено се сближават през 2003 г., когато 2-те държави заемат категорична позиция против операцията на САЩ в Ирак. Жак Ширак е в лоши отношения с проамериканските страни в Централна и Източна Европа.
След избора на президента Никола Саркози, който встъпва в длъжност на 16 май 2007 г., настъпва поврат във външната политика на Франция по отношение на САЩ. Волята на Париж за поддържане на европейските отбранителни инициативи, опозицията към бързото присъединяване на Грузия и Украйна към Плана за достъп за членство в НАТО и към запазването на стратегическия съюз с Германия. Всичко това доказва запазването на фундаменталните основи на външната политика на Франция, които са важни и за Русия. Въпреки това Никола Саркози значително подобрява отношенията със страните от Централна и Източна Европа. В последно време Франция води активна политика за сближаване с Русия. Към дадения момент се водят преговори за продажбата на Русия на френски вертолетоносачи от типа Мистрал.

### Търговско-икономически отношения
Франция е сред основните търговско-икономически партньори на Русия – тя е на 8-о място по стокообмен сред европейските страни. Има забележителна, положителна динамика в търговските отношения на 2-те страни: през 2001 – 2002 г. стокообменът им нараства повече от 5 пъти. Така през 2008 г. той е 22,25 млрд. долара, в това число руският износ е 12,19 млрд. дол., а вносът – 10,01 млрд. дол., тоест с положително салдо за Русия. През 2009 г. той спада в сравнение с 2008 г. заради световната криза и достига 17,15 млрд. дол., в това число руският експорт е 8,72 млрд. дол., импортът – 8,43 млрд. дол., пак с положителен търговски баланс за Русия е спазен.
Най-голям дял от руския експорт за Франция заемат минералното гориво, нефтът и неговите продукти, продукцията на химическата промишленост, металите и техните изделия, дървесината и целулозно-хартиените изделия, машините, оборудването и транспортните средства.
Структурата на импорта от Франция в Русия се формира от 3 основни групи стоки: машини и оборудване, транспортни средства, продукция на химическата промишленост, включително на фармацевтичната и парфюмерийната, хранителни стоки и селскостопански суровини.

### Отбранителното сътрудничество
Отбранителното сътрудничество на Франция и Русия се развива в много форми. Провеждат се съвместни учения и заседания на руско-френските работни групи за борба с международния тероризъм. Последната се състои на 21 декември 2007 г. На нея се обменя информация за ефикасността на борбата с тероризма в световен мащаб и по-специално в регионите на Северна Африка и Близкия изток, афганистано-пакистанските граници, Централна и Югоизточна Азия). По време на консултации в Министерството на външните работи на Русия с генералния директор по политическите въпроси и въпросите на безопасността на Министерството на външните работи на Франция руските дипломати обсъждат отношенията с НАТО и Европейския съюз, Противоракетната отбрана на Руската федерация, Договор за обикновените въоръжени сили в Европа, Иран, Косово, Ливан). Важна роля изиграват и междупарламентарните контакти. През април 2008 г. се провежда среща между председателя на комитета от Държавната дума по отбраната В. Заварзин с делегацията на комитета по външните работи, отбраната и въоръжените сили на Сената на Франция. Заварзин подчертава, че отношенията с Франция в сферата на отбраната са на високо равнище, вследствие на което се очаква подобряване и на отношенията между Русия и ЕС като цяло и по-специално след приемането на председателството на Съюза от Франция от 1 юли 2008 г.
Главният орган на двустранното сътрудничество между 2-те държави в сферата на отбраната е Съветът за сътрудничество по въпросите на безопасността, последното заседание на който се състои на 11 март 2008 г. в Париж. В него взимат участие и министрите на външните работи и отбраната на Русия С. Лавров и А. Сердюков и техните френски колеги Бернар Кушнер и Ерве Морен. В същия ден се провежда и неформална среща на руските министри с президента на Франция Никола Саркози. Главният извод от заседанието е, че Франция в качеството си на председател на ЕС поема ангажимент до края на 2008 г. да бъде подписано ново рамково съглашение между Русия и ЕС в замяна на Съглашението за партньорство и сътрудничество от 1997 г. Що се касае за непосредствената безопасност, то обсъждат се следните въпроси:
- Изследва се ходът на реализацията на проекта на 4 пространства на сътрудничество на Русия и ЕС, действащ от 2003 г. 2 от тези пространства – външната сигурност и свободата, засягат въпросите на сигурността.
- Русия изявява желание за активно сътрудничество с Европейски съюз в операцията в Чад, която той провежда в източните райони на страната за защита на лагерите за бежанци в Дарфур.
- Обсъждат се също и въпросите на ДОВСЕ, противоракетната отбрана, Косово, неразпространяването на оръжията за масово унищожаване, на Близкия изток, взаимодействието в другите сфери на сътрудничество. Русия още преди самата конференция на НАТО в Букурещ на 2 април 2008 г. предоставя своята територия за транзит на френски и германски товари във връзка с участието на тези страни в операциите в Афганистан. Франция поддържа сключването на Договора за колективна безопасност и НАТО за транзита на товари в Афганистан, разпоредбите на който се приемат от много страни членки на НАТО, но който се поддържа от Русия.

Съществуват също така и многостранни договори между френските и руските научноизследователски организации (КАЕ и Росатом, Института на Курчатов, РАН) и компаниите (АРЕВА, ФРАМАТОМ, Електрисите де Франс и Радон) за повишаване ефективността на техния предмет на дейност – повишаване безопасността на ядрената енергетика.

### Проблеми в сигурността и отбраната
Съществуват няколко проблема в отношенията на Русия и Франция в отбранителната сфера.
- Не съществува правна база, която да позволява на Русия да участва в желания от нея мащаб в операциите, провеждани от ЕС. В отношенията с НАТО такава правна база съществува, но тя няма голямо практическо значение. Впрочем Франция има интерес да се развие правната база, което би позволило да направи по-тесни контактите на Русия и ЕС.
- Между Франция и Русия има стратегически разминавания относно Косово. Франция признава Косово в пълния му обем още на следващия ден от провъзгласяването на неговата независимост, 18 февруари 2008 г., което предизвиква постоянни противоречия в двустранните преговори. Сред фундаменталните принципи на френската дипломация е многостранното решение на всички проблеми, това я сближава с Русия и особено със Съвета за безопасност на ООН.
- Много руски коментатори считат преувеличен стремежа на Париж към самостоятелност в ЕС в областта на отбраната. Тези възгледи не съответстват на официалната позиция на Франция, която никога не е заявявала намеренията си да се противопостави на Общата външна политика и политиката на сигурност на ЕС и нейния военен компонент – на Европейската политика за безопасност и отбрана (ЕПБО), която във Франция се разглежда като допълнение към НАТО, а сътрудничеството със САЩ – като стратегическо. От друга страна вниманието на Русия е привлечено от намерението на Париж да се върне във военната структура на НАТО. Тези планове са съотносими с развитието на ЕПБО, което съответства на основните принципи на френската дипломация.
- Франция е обезпокоена от мораториума за действие на ДОВСЕ, въведен от Русия.
- В сферата на отбраната между Франция и Русия има естествена конкуренция на световните пазари, която се проявява при доставката на ядрено гориво в ЕС и в търговията със самолети.

### Проблемът Косово
Позицията на Русия по югославския проблем много си прилича с тази на Франция, но до определен период. Русия е изключително за политическо решение на проблема, докато Франция още през 1995 г. призовава да се използва сила. Връх на кризата в руско-френските отношения настъпва през 1999 г., но той се обяснява не само с бомбардировките на Югославия, но и с още ред причини, в това число и с възобновяването на бойните действия от Русия в Чечения.
Франция е сред първите държави, признали Косово за суверенна държава, а Русия заявява, че Косово няма да бъде признато от нея никога, защото това е кощунствено действие спрямо международното право, нарушаващо в частност резолюция 1244 на Съвета за сигурност на ООН. По този начин актуалността на тази тема се запазва и представлява интерес за бъдещо изучаване.
Разпадът на Югославия предизвиква сериозни опасения в Париж и Москва. Политическият елит на Франция са защитници на европейската интеграция, Франсоа Митеран много негативно се отнася към всички прояви на сепаратизъм и образуване на нови държави. Поради факта, че сърбите са били верни съюзници в Първата и във Втората световна война той защитава единна Сърбия. Във всичко това Москва е солидарна с Париж. Опасенията на Митеран се потвърждават в бъдещето. Неговото мнение е, че разрешаването на междуетническите конфликти чрез създаване на нови държави не само няма да способства за изход от образувалата се криза, а само ще я задълбочи, припомняйки за етническата нееднородност на региона. Бъдещото развитие на събитията доказа неговата правота.
При разрешаването на проблемите между Балканите, Русия, ЕС и Франция има различни крайни цели. На Европейския съюз е необходимо да построи силна и стабилна Европа. На Русия е нужно да запази суверенитета на Сърбия, за да не „загуби“ за себе си Балканите окончателно, тъй като след операцията на НАТО в Югославия през 1999 г. позициите на Русия в този регион силно отслабват. По този начин и 2-те страни преследват, от своята си гледна точка, справедливи цели. Именно този факт прави невъзможно разрешаването на проблема между Русия и Франция.